# سوفیان بزو
سوفیان بزو (انگلیسی: Sofiane Bezzou؛ زادهٔ ۸ مهٔ ۱۹۸۱) بازیکن فوتبال اهل الجزایر است.
از باشگاه‌هایی که در آن بازی کرده‌است می‌توان به باشگاه فوتبال نیم المپیک اشاره کرد.
وی همچنین در تیم ملی فوتبال زیر ۲۳ سال الجزایر بازی کرده‌است.